# The Fabulous Bee Gees
A The Fabulous Bee Gees című lemez a Bee Gees 14 számát tartalmazó LP válogatáslemeze, eredetileg Japánban jelent meg.

## Az album dalai
Side A
1. Don't Forget to Remember (Barry és Maurice Gibb) – 3:28
2. Lonely Days (Barry, Robin és Maurice Gibb) – 3:52
3. When the Swallows Fly (Barry, Robin és Maurice Gibb) – 2:32
4. Craise Finton Kirk Royal Academy of Arts (Barry és Robin Gibb) – 2:20
5. Melody Fair (Barry, Robin és Maurice Gibb) – 3:51
6. My World (Barry, Robin és Maurice Gibb) – 4:21

Side B
1. Words (Barry, Robin és Maurice Gibb) – 3:18
2. Israel (Barry és Robin Gibb) (Barry, Robin és Maurice Gibb) – 3:45
3. The Lord (Barry, Robin és Maurice Gibb) – 2:19
4. Kitty Can (Barry, Robin és Maurice Gibb) – 2:39
5. In the Morning (Barry Gibb) (Barry, Robin és Maurice Gibb) – 3:54
6. How Can You Mend a Broken Heart (Barry és Maurice Gibb) – 3:57

## Közreműködők
- Bee Gees